# Лёгкий пехотный огнемёт ЛПО-50
Лёгкий пехотный огнемёт ЛПО-50 — советский ручной огнемёт. Предназначен для поражения живой силы противника в защитных сооружениях и на открытой местности.
Был разработан в Советском Союзе Козловским Евгением Александровичем после окончания Великой Отечественной войны для замены фугасных огнемётов ФОГ-2 и ранцевых огнемётов РОКС-3, принят на вооружение Советской армии в середине 1950-х годов.
Снят с вооружения армии Российской Федерации. Производился в Румынии, а также производится в Китае под обозначением «Тип 74». Состоит в армиях бывших стран участниц Варшавского договора, в Китае и некоторых странах Юго-Восточной Азии.

## Описание
Комплект огнемёта включает три баллона для огнесмеси, соединенных в единый блок, шланг подачи и пусковое устройство в виде винтовки с сошками. Каждый баллон имеет горловину для заливки огнесмеси, пиропатрон для создания рабочего давления, обратный клапан, соединённый со шлангом подачи огнесмеси. Шланги от каждого баллона соединяются в тройнике и далее огнесмесь поступает в пусковое устройство.
В пусковом устройстве перед пистолетной рукояткой помещается электроблок из четырёх полуторавольтовых батарей и контактной группы. Слева расположен переключатель-предохранитель. В дульной части размещены три пиропатрона для зажигания огнесмеси. Под стволом в передней части смонтированы сошки. Пусковое устройство снабжено прикладом и простейшим механическим прицелом (мушка и целик).
Для пуска огнесмеси необходимо перевести флажок предохранителя в положение «огонь» и нажать спусковой крючок. Ток от батарей поступает к пиропатрону в баллоне, который срабатывает и давлением пороховых газов прорывает калиброванную одноразовую алюминиевую мембрану обратного клапана и выталкивает огнесмесь. Спусковой крючок одновременно инициирует пиропатрон в дульной части. Огнесмесь, подожжённая пороховым зарядом пиропатрона, под давлением выбрасывается из ствола к цели.
Пороховой заряд пиропатрона в баллоне медленного горения, продолжительностью 1,5-2 секунды. В результате продолжительность каждого пуска составляет 2-3 секунды. При последующем нажатии на спусковой крючок срабатывает пиропатрон следующего баллона. Таким образом, боекомплект огнемёта составляет три выстрела, после чего огнемёт следует перезарядить.

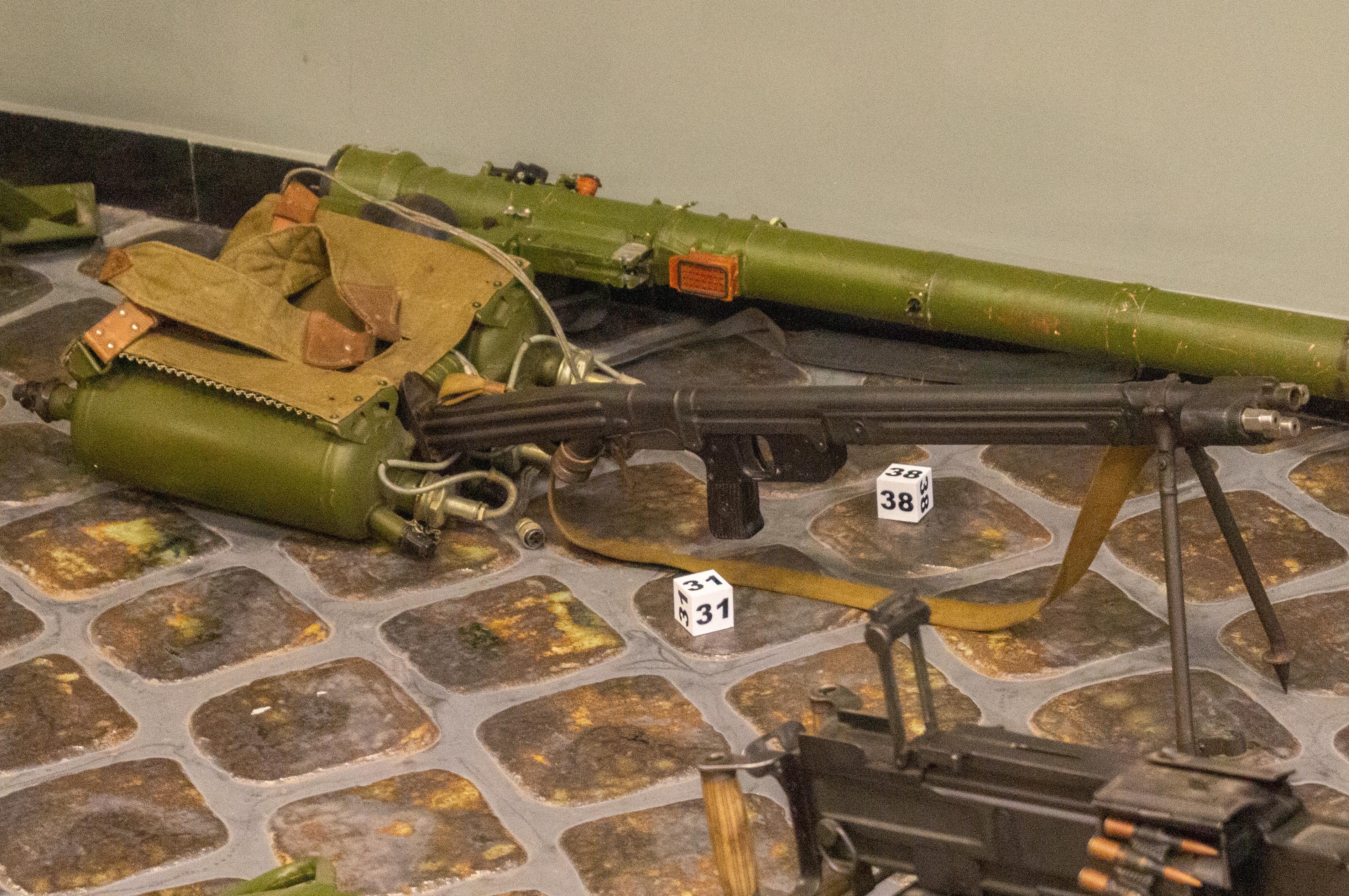
ЛПО-50 в Музее техники Вадима Задорожного

## Характеристики
- Ёмкость баллонов — 3х3,3 л.
- Продолжительность пуска — 2-3 сек.